# یواس‌اس ریکاوری (ای‌آراس-۴۳)
یواس‌اس ریکاوری (ای‌آراس-۴۳) (به انگلیسی: USS Recovery (ARS-43)) یک کشتی بود که طول آن ۲۱۳ فوت ۶ اینچ (۶۵٫۰۷ متر) بود. این کشتی در سال ۱۹۴۵ ساخته شد.